# Сену

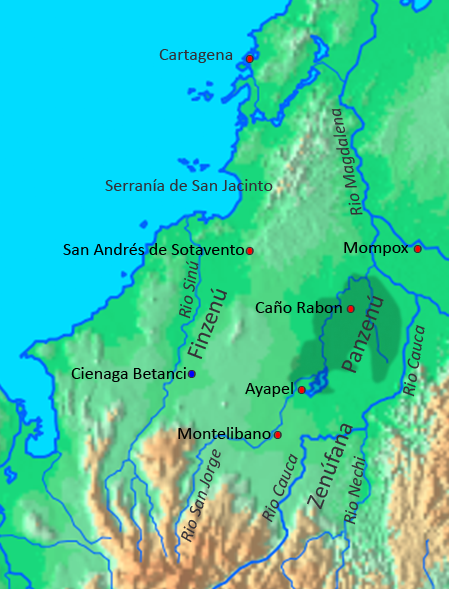
Историческая территория, состоящая из долин рек Сину, река Святого Георгия, Кауки и Нечи (река). Карибский регион на севере Колумбии, где культура Сену развивалась между 200 годом до нашей эры и 1600 годом нашей эры. Тёмная зелёная зона вокруг Каньо Рабон (Caño Rabon) — область, где было построено большинство ирригационных и дренажных сооружений сену

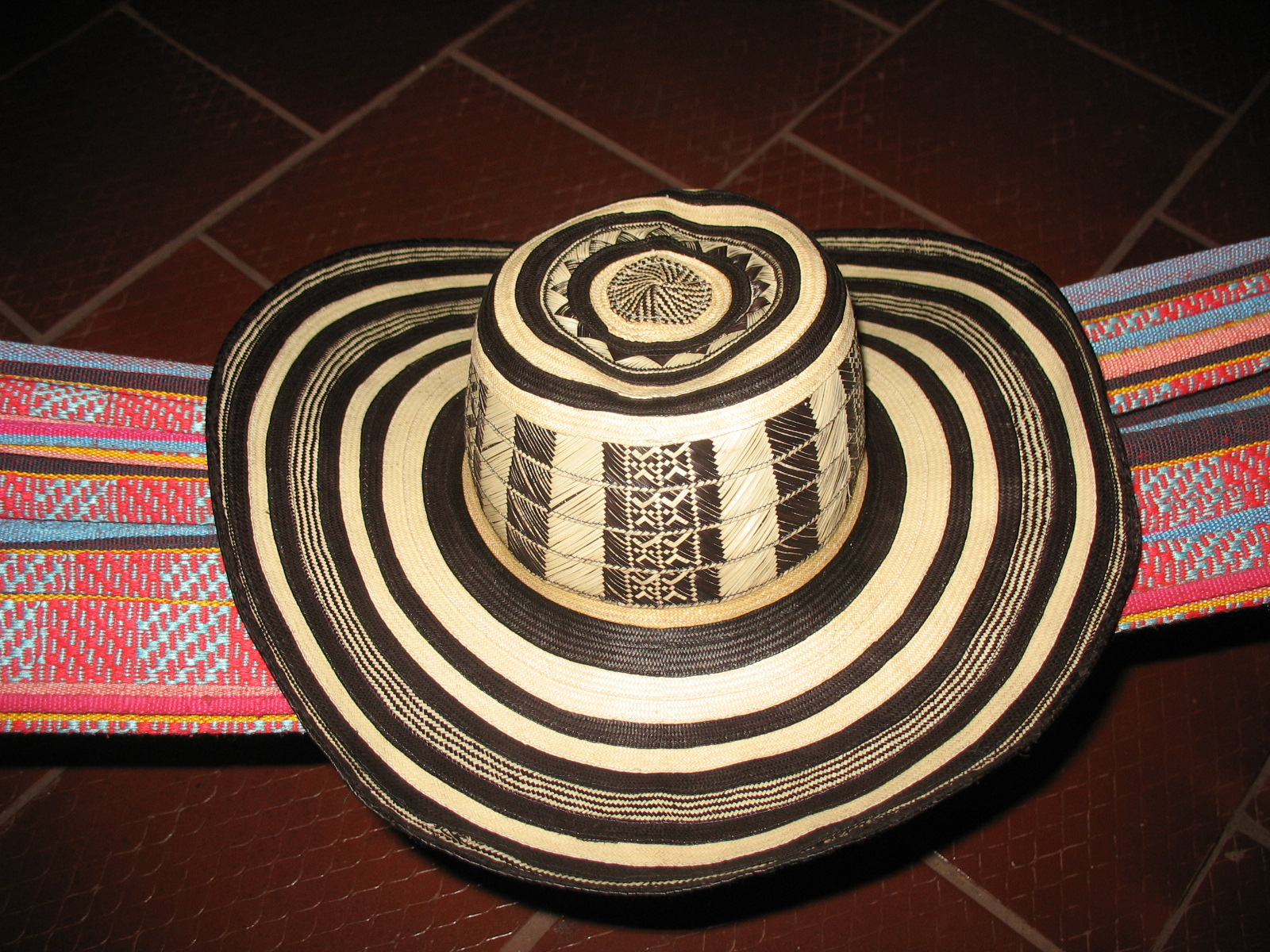
Сомбреро индейцев сену.

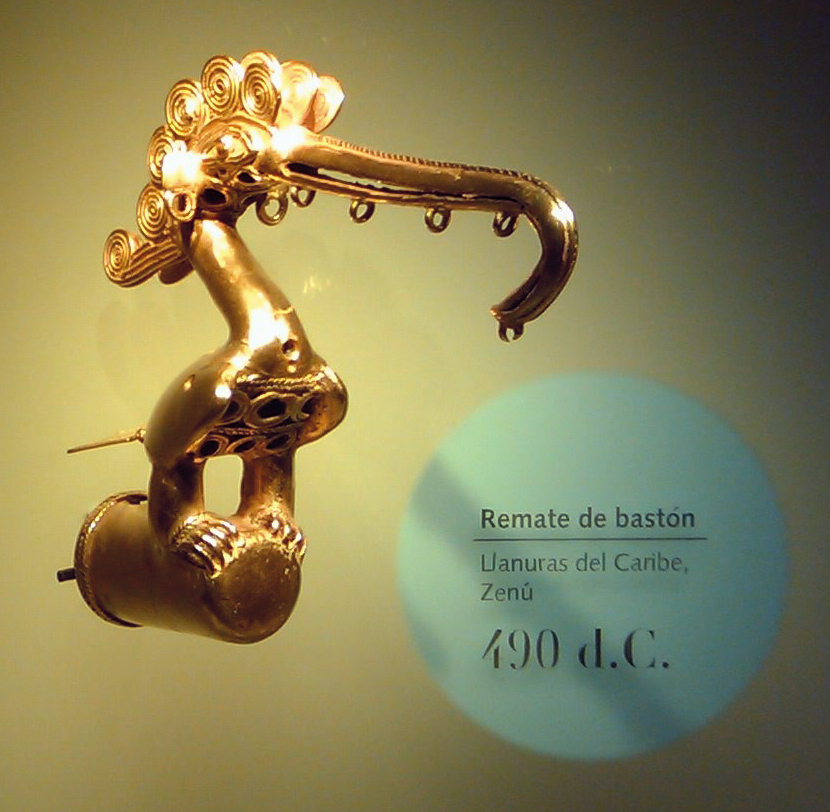
Копия посоха культуры сину. Музей золота, Богота, Колумбия.

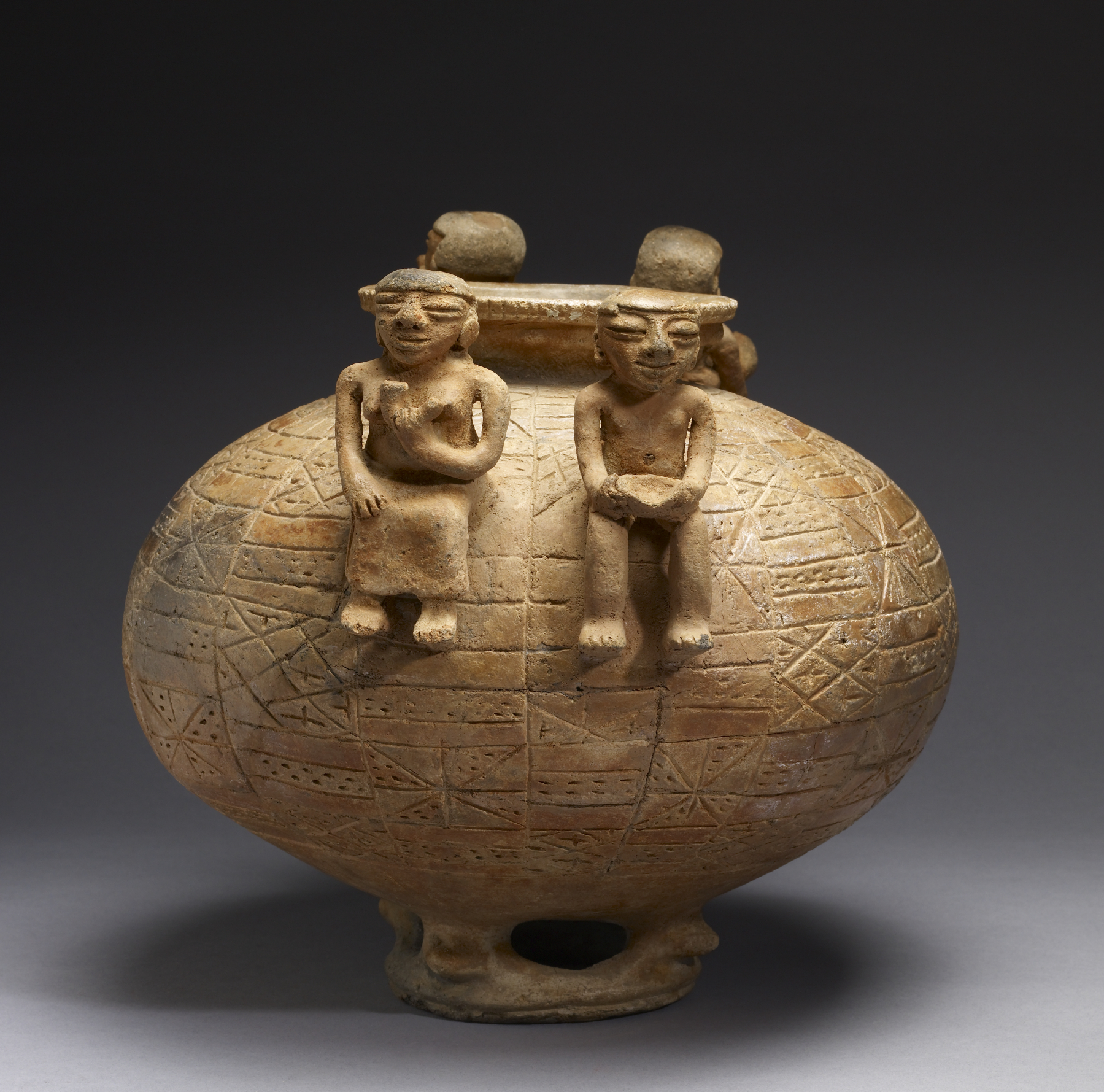
Керамический сосуд культуры сину с кольцевым основанием и сидящими фигурками.

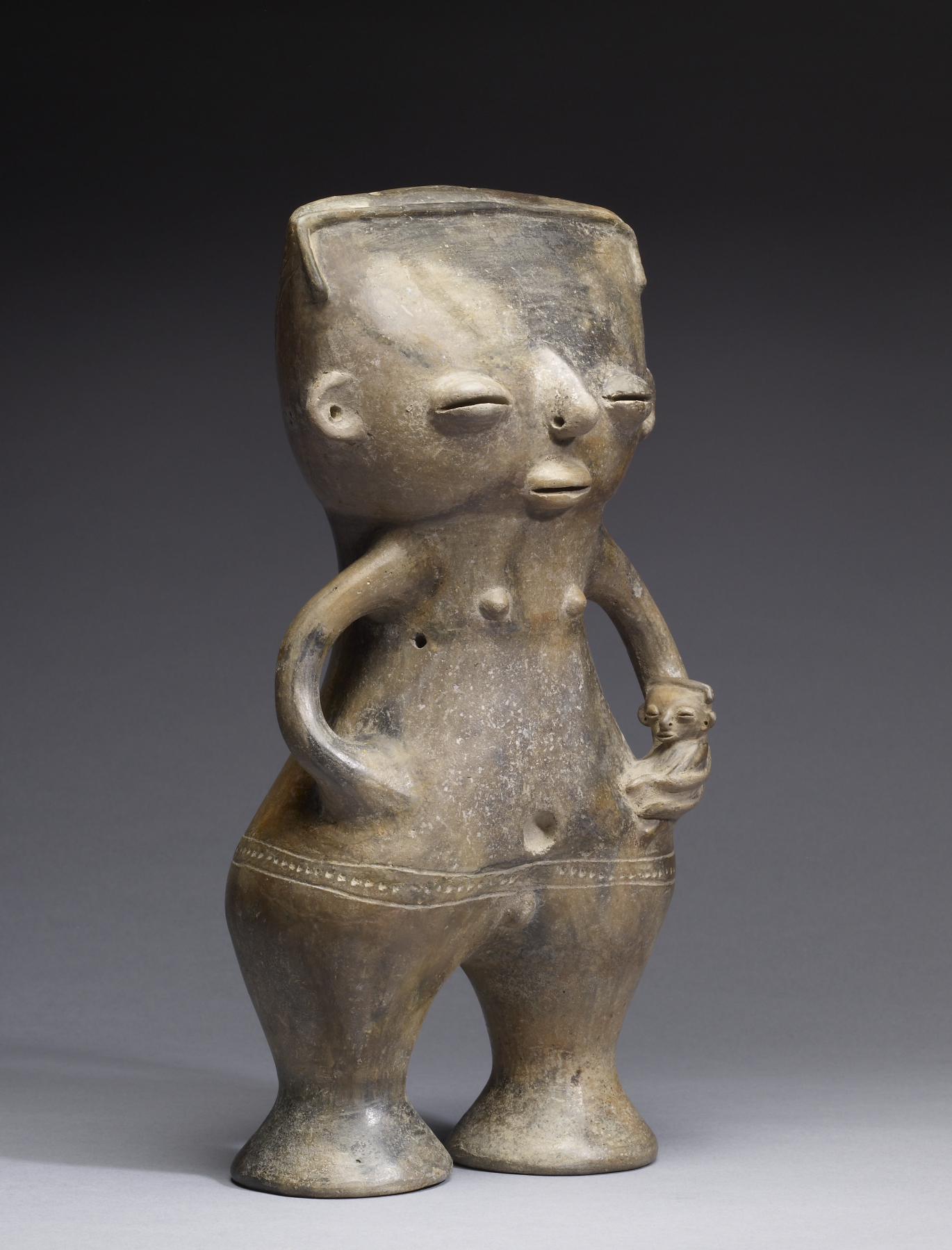
Изделие культуры сину: терракотовое изображение матери и ребёнка. Музей Уолтерса.

Сену́ или сину́ (Zenú, Sinú) — индейский народ в Колумбии, от названия которого происходит название реки Сину. Проживают в департаменте Кордоба, небольшие поселения расположены также в департаментах Антьокия, Чоко, Сукре и на юге департамента Боливар. К началу XXI века общая численность составляла около 34 тысяч человек (по переписи 2018 года — 307091 человек), а площадь расселения — около 17 000 гектаров.
Язык сену исчез в связи с сильным влиянием колониальной культуры, и население перешло на испанский язык.
Впервые о народе упомянул хронист Педро Сьеса де Леон (1553), он же дал и описание провинции Сену, а также краткую историю завоевания, в котором участвовал лично:

Этот город [Ансерма] очень богат на золотые копи, и имеется много ручьев, где могут добывать золото. Плодовых деревьев не много, кукуруза (маис) также дает небольшой [урожай]. Индейцы по языку и обычаям те же, которых мы [только что] прошли, отсюда идешь к месту, расположенному на большой горе, где обычно стоит поселок около крупных домов, сплошь шахтёрских, в которых они получают золото ради своего обогащения. Соседние касики держат там свои дома и их индейцы добывают им достаточное количество золота. И считается достоверным, что у этой горы наибольшая часть богатства, встречающегося в Сену, была в гробницах, в ней обнаруженных, как я видел, извлеченных в изобилии и очень дорогих, прежде чем мы отправились разведывать Уруте с капитаном Алонсо де Касересом. Итак, возвращаясь к предмету повествования, я припоминаю, что когда мы открыли этот поселок с лиценциатом Хуаном де Вадильо, один священник, шедший с войском, называвшийся Франсиско де Фриас, натолкнулся в одном доме или бойо [хижина из ветвей тростника и соломы без окон] этого поселка Буритика на сосуд [из тыквы], наподобие керамической миски, заполненной землей: в ней отсеивались очень крупные и массивные золотые зерна. Также мы там видели месторождения и шахты, где они добывали всё это. И маканы или палки-копалки, с помощью которых они разрабатывали [рудную породу].— Сьеса де Леон, Педро. Хроника Перу. Часть Первая. Глава XIV.
Анализ геномных вариаций 807 особей из 17 островных популяций со всей Полинезии и 15 групп коренных американцев Тихоокеанского побережья убедительно свидетельствует о том, что до заселения острова Рапа-Нуи в Восточной Полинезии около 1200 года произошёл единственный контакт между полинезийцами и группой коренных американцев, наиболее тесно связанной с индейским народом сену в современной Колумбии.